# Ludología

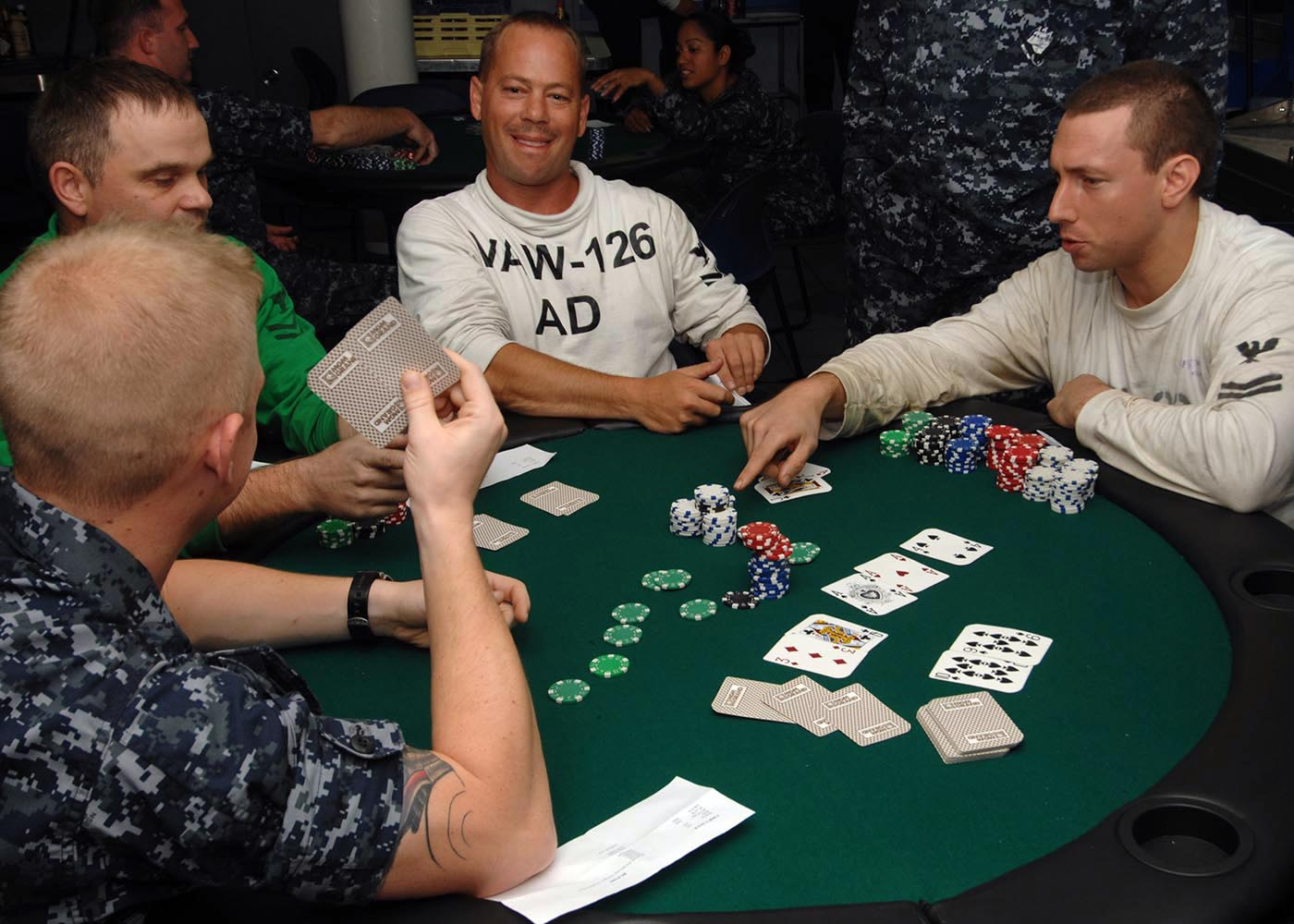
Póquer

La ludología es la ciencia o estudio que se ocupa del análisis de los juegos y videojuegos desde la perspectiva de las ciencias sociales, la informática, las humanidades y otras áreas del conocimiento.

## Etimología
La voz «ludología» proviene del inglés ludology, y este deriva del latín ludus ‘juego’ y el sufijo griego «-λογία» -logía ‘estudio, ciencia’. Una persona que ejerce la ludología se denomina «ludólogo, ludóloga», mientras que su adjetivo es «ludológico, ludológica».

## Estudio de videojuegos
Aunque la ludología abarque todo tipo de juegos, en los últimos años la mayoría de estudios al respecto se han centrado en los videojuegos.
Los departamentos de ciencias de la computación han estado estudiando los videojuegos desde un punto de vista funcional durante años, el estudio de éstos en las humanidades todavía se encuentra en una etapa inicial. Como la teoría del cine, intenta entender los juegos, los jugadores y las interacciones entre ambos. 
En los estudios de los videojuegos, no existe una corriente de análisis única. Los dos grandes enfoques, que en ocasiones compiten entre ellos, serían la ludología y la narratología, pero algunos autores señalan la inexistencia de una oposición real. Si se ha de proponer una diferencia de enfoques al interior de la ludología, ésta debe hacerse entre el desarrollo de videojuegos, interesado en el estudio de los aspectos técnicos en los videojuegos y la aplicación de nuevas tecnologías sobre los mismos, y la teoría ludológica, más purista e interesada en el estudio del quid de juego y videojuego, atendiendo a sus aspectos sistémico, social, humano, estético, cultural, etcétera.
El estudio académico de juegos, inspirado parcialmente por la industria de los videojuegos, comienza a fines de la década de 1990, por medio de los trabajos de Espen J. Aarseth, quien describe lo que llama literatura ergódica, Janet MurrayJesper Juul y Gonzalo Frasca. Este último es quien acuña el término ludología, en su trabajo Ludology Meets Narratology: Similitude and differences between (video)games and narrative . Aparte del estudio de los videojuegos o juegos de computador, la ludología también ha sido entendida desde un punto de vista pediátrico, pedagógico (en países como México y Cuba) y neurológico.

## Áreas de investigación
A la luz del envejecimiento de la población, ha habido interés en el uso de los videojuegos para mejorar la salud general y la conexión social de los jugadores de edad avanzada. Por ejemplo, Adam Gazzaley y su equipo diseñaron NeuroRacer, un juego que mejora las tareas cognitivas entre sus participantes de más de 60 años de edad, mientras que la AARP desarrolló en 2016 un juego para mejorar las conexiones sociales de las personas mayores. Ciertos investigadores, como Sarah Mosberg Iversen, han concluido que la mayor parte del trabajo académico sobre juegos y envejecimiento está basado en nociones de productividad económica, mientras que Bob De Schutter y Vero Vanden Abeele han sugerido un enfoque de diseño de juegos que esté centrado en los aspectos favorables del envejecimiento, en vez de la disminución de la edad.